# لوکا سیچولا
لوکا سیچولا (به ایتالیایی: Lucca Sicula) یک کومونه در ایتالیا است که در استان آگریجنتو واقع شده‌است.

## خصوصیات
لوکا سیچولا ۱۸٫۴ کیلومترمربع مساحت و ۱٬۹۳۹ نفر جمعیت دارد و ۵۱۳ متر بالاتر از سطح دریا واقع شده‌است.

## خواهرخوانده
شهرهای لوکا (ایتالیا) و پوابلو، کلرادو خواهرخوانده‌های لوکا سیچولا هستند.